# Terra (álbum de Carlinhos Veiga)
Terra é o álbum de estreia do cantor e compositor Carlinhos Veiga, lançado em 1996 com produção do próprio cantor em parceria com Élben César.
O disco foi gravado após Carlinhos vencer o Prêmio BEG Natureza com a música "Terra", faixa-título. Neste disco, o cantor conta com várias participações de músicos do Expresso Luz.

## Faixas
1. "Terra: irmã, mãe, amiga"
2. "Garoto de pira"
3. "A vida passa"
4. "E deixe vir a canção"
5. "Pedro precioso"
6. "Maná"
7. "Outra vez Madalena"
8. "Canção do saber"
9. "Não, concorde (apague o Atlântico)"
10. "Cordas de viola"